# Das Spiel ihres Lebens (2002)
Das Spiel ihres Lebens ist ein britischer Dokumentarfilm von Daniel Gordon aus dem Jahr 2002.

## Inhalt
Thema des Films ist der Erfolg der nordkoreanischen Fußballnationalmannschaft bei der WM 1966 in England, als diese als erste asiatische Auswahlmannschaft bei einer Endrundenturnier u. a. über Erfolge gegen den damals zweifachen Weltmeister Italien das Viertelfinale erreichte und dort trotz einer 3:0-Führung im Liverpooler Goodison Park an Portugal scheiterte. Daneben wird auch den Gerüchten nachgegangen, wonach die Spieler nach ihrer Rückkehr inhaftiert worden seien, wegen übermäßigen Alkoholkonsums und Frauengeschichten. Gezeigt wird Archivmaterial aus der damaligen Zeit und Interviews mit einigen ehemaligen Spielern in Nordkorea aus dem Produktionsjahr 2002. Die Interviews sind in Koreanisch und untertitelt.

## Hintergrund
Das Spiel ihres Lebens ist eine Koproduktion mit BBC Four. Er ist der erste westliche Dokumentarfilm nach mehr als vier Jahrzehnten, der mit Erlaubnis in Nordkorea gedreht werden konnte. Der Regisseur Daniel Gordon drehte danach noch weitere Dokumentarfilme in und über Nordkorea, wie A State of Mind aus dem Jahr 2004. In Nordkorea wurden die Dreharbeiten von Ryom Mi-hwa betreut, die für Korfilm, die staatliche Filmgesellschaft Nordkoreas, arbeitet. Nach den Aufnahmen in Nordkorea kamen sieben ehemaligen Spieler auf Einladung der Produzenten nach England, um die Stätten ihres Erfolges noch einmal zu besuchen, wie die Stadt Middlesbrough, wo das Spiel gegen Italien stattfand. Dabei trafen die ehemaligen Spieler auch den südkoreanischen Botschafter in Großbritannien. Sie nahmen auch an der Premierenaufführung beim Sheffield International Documentary Festival am 21. Oktober 2002 teil.

## Auszeichnungen
- Pjöngjang Film Festival: Spezialpreis[1]
- Royal Television Society 2002: Kategorie Sport-Dokumentarfilm[5]
- British Independent Film Award 2003: Nominierung für den besten britischen Dokumentarfilm[6]
- Sevilla Film Festival 2003: Hauptpreis[7]
- Seattle International Film Festival 2004: Refracting Reality Documentary Award[8]